# Samanta Tīna
Samanta Poļakova (Tukums, 31 de març del 1989), més coneguda com a Samanta Tīna, és una cantautora letona.

## Biografia
El 2010 va guanyar la caça de talent letona O!Kartes akadēmija". Com a premi, va poder estudiar al Tech Music School a Londres. El 2011 va guanyar una competició de cant a Moldàvia.
Després de diversos intents de representar tant Letònia (2012, 2013, 2014 i 2016) com Lituània (2013 i 2017) al Festival de la Cançó d'Eurovisió, va aconseguir guanyar la preselecció letona Supernova de 2020 amb la cançó Still Breathing. Hauria representat Letònia el 14 de maig del 2020 a la segona semifinal del Festival de la Cançó d'Eurovisió 2020 en cas de no haver sigut cancel·lat per la pandèmia per coronavirus de 2019-2020. Així, la televisió pública letona la va seleccionar internament per a representar el país al Festival d'Eurovisió 2021, aquesta vegada amb el tema The Moon Is Rising.